# 平地黄氏大宗祠
平地黄氏大宗祠，是一個宗祠建築，位於广东省佛山市南海区大沥镇平地村新市大街3号，始建于明代。清乾隆二十年（1755 年）、嘉庆年间两次重修。1994年7月5日，被时南海市人民政府列为第一批文物保护单位；2006年，被列入佛山市文物保护单位。2008年11月被列为广东省第五批重点文物保护单位。

## 背景軼事
晚清時黃氏族人到廣州城經商 ，發家期間大肆買入西關十二甫一帶物業，成為街區大業主，被時稱為「十二甫黃」，其發達後積極捐資興建公共設施，平地黃氏大宗祠的不少田地就是由「十二甫黃」捐出。每年冬至，南海大沥平地黄氏大宗祠，平地村黄氏后人齐聚一堂举行公祭仪式。

## 建築佈置
宗祠坐北向南，为三进堂院，整座建筑含石雕 、砖雕 、灰雕以及坤甸木横直梁架上木雕，有人物、龙凤、花卉、鸟兽等刻画 ，雕刻工艺在岭南祠宇中比较少见。 